# Eurytoma ghazvini
Eurytoma ghazvini är en stekelart som beskrevs av Zerova 2004. Eurytoma ghazvini ingår i släktet Eurytoma och familjen kragglanssteklar. Inga underarter finns listade i Catalogue of Life.